# Cylapomorpha
Cylapomorpha is een geslacht van wantsen uit de familie van de Miridae (Blindwantsen). Het geslacht werd voor het eerst wetenschappelijk beschreven door Karl Alfred Poppius in 1914.

## Soorten
Het genus bevat de volgende soorten:

- Cylapomorpha gracilicornis Poppius, 1914
- Cylapomorpha michikoae Yasunaga, 2000
- Cylapomorpha migratoria (Distant, 1913)
- Cylapomorpha pacifica Carvalho, 1956